# Joseph Mallet
Joseph Mallet foi um ciclista francês que participava em competições de ciclismo de pista. Mallet competiu na corrida de velocidade nos Jogos Olímpicos de Verão de 1900 em Paris.